# Prativi
Prative (Prativi) su naseljeno mjesto u općini Foči, Republika Srpska, BiH. Popisano je kao samostalno naselje na popisu 1961., a na kasnijim popisima ne pojavljuje se, jer je 1962. pripojeno naselju Slatini (Sl.list NRBiH, br.47/62).
Nalazi se blizu granice s Crnom Gorom, na 764 metra nadmorske visine.

## Stanovništvo
| Narod     | Popis 1961. |
| --------- | ----------- |
| Hrvati    |             |
| Muslimani | 73          |
| Srbi      | 3           |
| ostali    | 1           |
| Ukupno    | 77          |